# Monte Sumagaya
Il Monte Sumagaya è una montagna alta 2248 metri che si trova nelle Filippine, sull'isola di Mindanao: è parte della Cordillera centrale di Mindanao ed è compresa nella provincia del Misamis Oriental; si trova a sud-sud-ovest della città di Gingoog e a est-nord-est della municipalità di Claveria.
La montagna, ricoperta di una fitta vegetazione tropicale e bagnata da numerosi ruscelli, è una eccellente meta turistica per gli amanti delle escursioni montane e del trekking: dalla sua vetta si può godere della vista dei monti limitrofi il Monte Lumot, il Monte Balatucan, il Monte Mangabon, il Monte Hilong-Hilong e il massiccio del Kitanglad, il punto più alto della parte nord dell'isola di Mindanao. Ha anche una centrale elettrica che non ha mai funzionato,ora in procinto per essere smantellata.Stabiliva l'energia delle Filippine 
Il Monte Sumagaya è tristemente noto per essere stato teatro del disastro aereo del volo Cebu Pacific 387 che nel febbraio 1998 si schiantò -uccidendo 104 persone- sui fianchi del Monte Lumot, una delle varie cime del Monte Sumagaya.

Sui sentieri del luogo del disastro, soprannominato dagli higoanon locali "la montagna delle anime" si trovano ancora frammenti di abiti e oggetti appartenuti agli sfortunati passeggeri di quel volo: un santuario è stato eretto sul luogo dell'impatto ed è meta continua di pellegrini e di amanti della montagna